# Biblioteca Pública de São Francisco

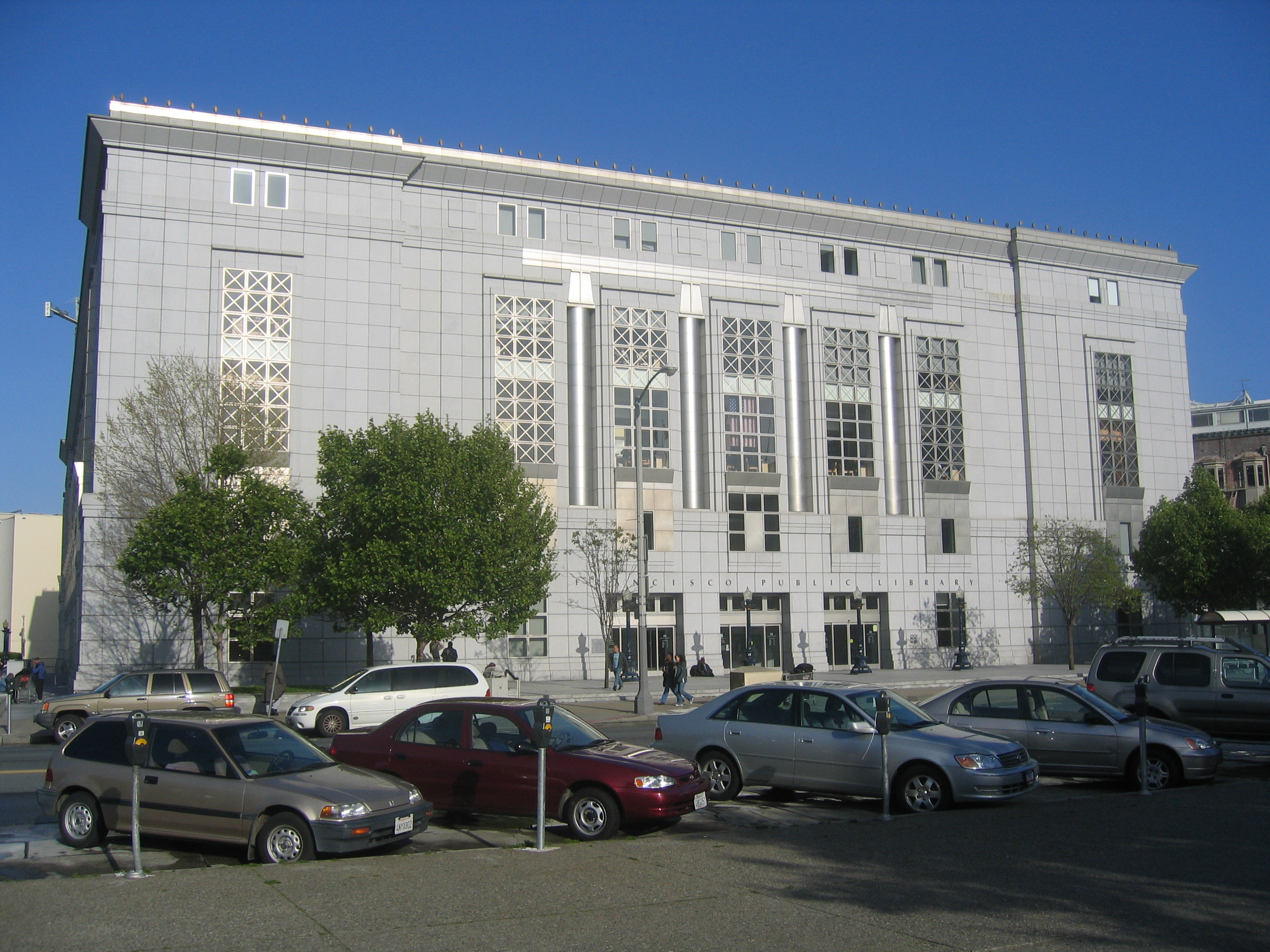
O principal edifício da Biblioteca Pública de São Francisco.

A Biblioteca Pública de São Francisco (em inglês:  San Francisco Public Library) é uma biblioteca pública da cidade de São Francisco na Califórnia, Estados Unidos.